# François Fournier de Pescay
Ne doit pas être confondu avec son frère François Desrameaux, baron de Pescay
Pour les articles homonymes, voir François Fournier, Fournier et Pescay.
François Xavier Fournier de Pescay, ou Fournier-Pescay, né le 7 septembre 1771 à Bordeaux et mort le 8 juillet 1833 à Pau, est un médecin et chirurgien français d'origine haïtienne.
Il est le premier mulâtre à avoir exercé la médecine et la chirurgie en Europe. 

## Biographie
François Xavier Fournier de Pescay est né le 7 septembre 1771, sur le bateau qui le conduisait de la colonie de Saint-Domingue (actuelle Haïti), à Bordeaux. Il est le fils aîné d’Adélaïde Rappau, afro-descendante libre, et de François Pescay, planteur de Saint-Domingue, issue d'une famille noble de Blaye. Ses parents ne sont pas mariés en raison du Code noir qui interdit les mariages mixtes.

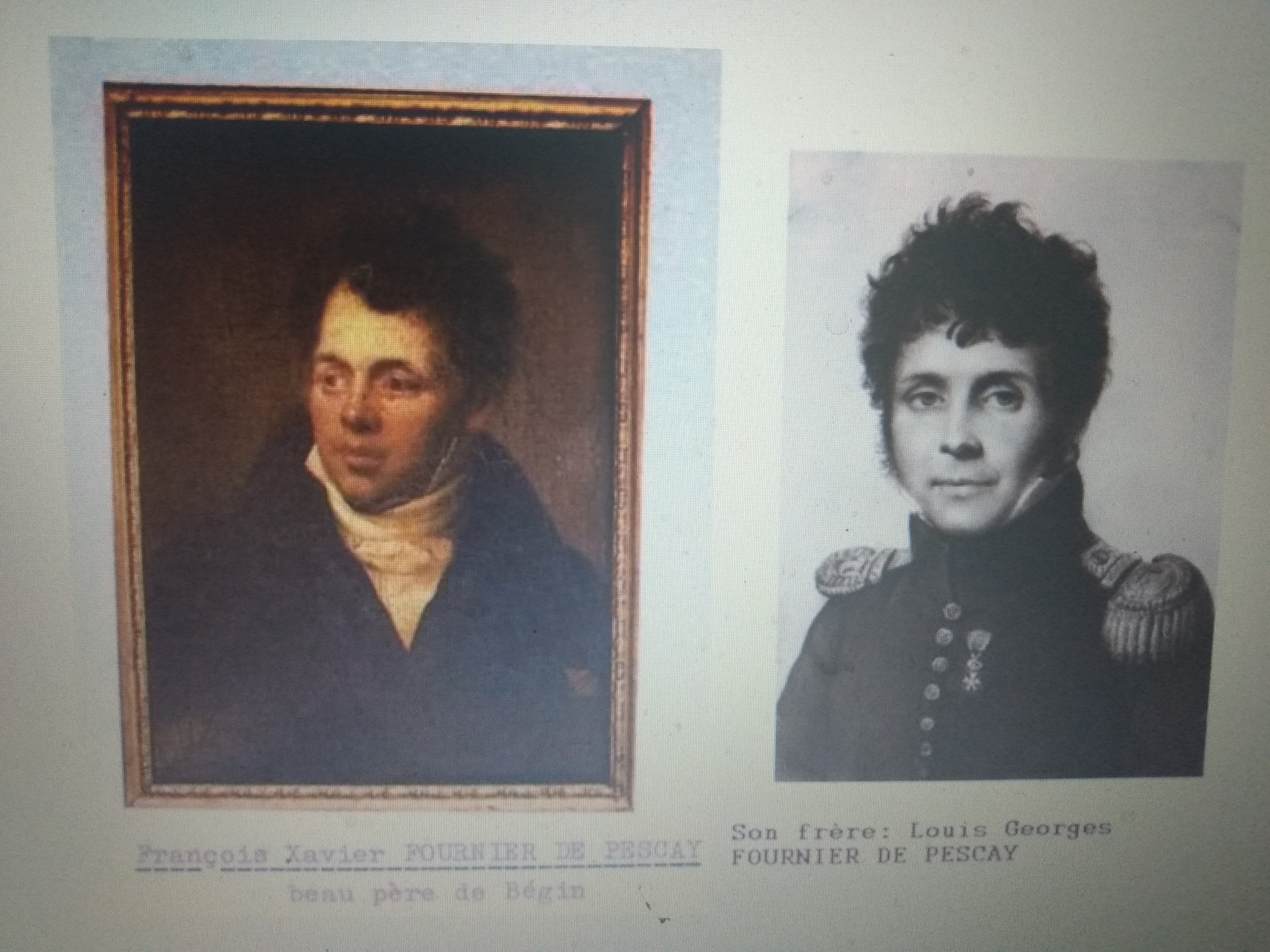
François Xavier et son frère Louis Georges.

François Fournier de Pescay fait ses premières études à Paris, puis apprend la médecine à Bordeaux. Il débute comme chirurgien et médecin en 1792 dans les armées révolutionnaires, aux côtés de deux de ses frères, Louis Georges et Jacques Philippe.
Le 27 juillet 1797, il  épouse à Bruxelles, Eugénie-Constance Claeyssens (née en 1760). Traductrice, leur fille Eugénie Anne Fournier-Pescay (née le 16 août 1799 à Bruxelles), épousera le 27 mai 1820 à Paris, le chirurgien militaire Louis Jacques Bégin (1793-1859).
En 1799, il quitte l'armée pour s’installer à Bruxelles où il exerce, professe et contribue à fonder la Société de médecine de Bruxelles pour laquelle il devient ensuite Secrétaire général adjoint.
En 1806, François Fournier de Pescay est rappelé dans l’armée napoléonienne comme chirurgien de la Garde impériale, un corps d’élite créé en 1806 par Napoléon Ier.
En 1808, il est détaché au château de Valençay comme médecin personnel du prince des Asturies (futur Ferdinand VII d'Espagne) que Napoléon, ayant entrepris de conquérir l’Espagne pour mettre son frère Joseph Bonaparte sur le trône, retenait prisonnier. Pendant son séjour à Valençay, François Fournier de Pescay consacre ses loisirs à la littérature et publie plusieurs ouvrages médicaux. Il est ensuite nommé secrétaire du conseil de Santé des armées.
Louis XVIII le décore de la Légion d’honneur. Il conserve son poste au conseil de Santé jusqu’en 1823, date à laquelle il s’embarque pour Haïti avec sa famille, occupant les fonctions de directeur du lycée national de Port-au-Prince en 1824, de professeur en médecine et en chirurgie, et d'inspecteur général du service de Santé. Sur place, il publie le règlement de l'Académie d'Haïti, ajoutant le droit et la médecine au programme de cette première université haïtienne. Cependant, à la suite de certaines déceptions notamment avec Boyer, le président haïtien avec qui il s'est brouillé, il rentre en France en 1828, miné par la maladie
Revenu d'abord à Paris, il doit ensuite se retirer dans le Midi de la France pour des raisons de santé et meurt près de Pau le 8 juillet 1833.
En dehors de nombreux ouvrages touchant à la médecine, on lui doit plusieurs traductions, notamment celle du Vieux Troubadour ou Les amours, Paris, 1812, poème en 5 chants et en langue romane, d'Hugues de Xentrales.
Son portrait, peint par Augustine Cochet de Saint-Omer en 1831, est conservé à Paris, au musée du Service de santé des armées du Val-de-Grâce,.

## Œuvres
- Essai historique et pratique sur l'inoculation de la vaccine, Bruxelles, Imprimerie Emmanuel Flon, 1801 (en ligne).
- Le vieux troubadour, ou les amours, poëme en cinq chants, de Hugues de Xentralès. Traduit de la langue romane, sur un manuscrit du onzième siècle, trouvé dans la bibliothèque des Bénédictins d'Avignon. (en ligne).
- François Fournier de Pescay et Louis-Élie Moreau de Saint-Méry, Discours prononcé aux obsèques de M. Moreau de Saint-Méry, le 30 janvier 1819, par M. Fournier-Pescay, Paris, Marie-Rosalie Huzard, 30 janvier 1819 (BNF 30456074, lire en ligne)..
- Notice biographique sur François de Pescay, cultivateur de Saint-Domingue, Paris, imprimerie Huzard, 1822 [lire en ligne] (histoire des travaux du père de l'auteur).